# Alfons Benedikter
Alfons Benedikter (Pettneu am Arlberg, 14 marzo 1918 – Bolzano, 3 novembre 2010) è stato un politico italiano, di madrelingua tedesca, tra i protagonisti della costruzione e dell'applicazione dell'autonomia altoatesina.
Per 50 anni (1948-1998) fu consigliere del Consiglio provinciale della Provincia di Bolzano e membro della Giunta regionale della Regione Trentino-Alto Adige (1948-1960) e dal 1960 fino al 1988 membro della Giunta provinciale altoatesina.

## Carriera
Durante la sua adolescenza Alfons Benedikter a Silandro conobbe l'oppressione fascista della minoranza di lingua tedesca dell'Alto Adige. Dopo la maturità nel 1936 iniziò il corso di laurea di giurisprudenza a Napoli, concluso con la laurea nel giugno 1940. Presso l'Istituto Orientale di Napoli imparò anche la lingua russa. Quando l'Alto Adige nel 1939, in occasione delle cosiddette "opzioni" (trattato stipulato fra Hitler e Mussolini per trasferire gli altoatesini germanofoni nel Terzo Reich), fu lacerato da un profondo conflitto interno, la famiglia di Benedikter decise di restare in patria.
Di conseguenza Alfons Benedikter nel 1940 fu arruolato nell'esercito italiano, ma più tardi disertò in Germania dove fu subito inquadrato nella Wehrmacht. Fino all'aprile del 1945 Benedikter prestò servizi di guerra su vari fronti fra l'URSS e Montecassino. Solo le sue conoscenze della lingua russa alla fine gli salvarono la vita. Proseguì a coltivare la passione per la lingua e la cultura russa anche dopo la guerra e varie volte in missione politica visitò prima l'Unione Sovietica e dopo la Federazione Russa. Dal 1960 Alfons Benedikter ha vissuto a Frangarto una delle frazioni di Appiano, nei pressi di Bolzano.

## Politica
Alfons Benedikter fa parte della generazione che ha fondato e costruito la Südtiroler Volkspartei (SVP, partito popolare sudtirolese), di cui era vicepresidente dal 1956 al 1966. Si trova anche fra i fondatori del sindacato CISL provinciale e del KVW (ACLI di lingua tedesca). Dal 1948 fino al 1988 rappresentò il suo partito nel governo regionale con responsabilità per l'artigianato, per i vigili del fuoco ed altri settori. Dal 1960 al 1988 Benedikter ricoprì la carica di assessore provinciale per l'edilizia agevolata, la programmazione economica e l'urbanistica.
Fino al 1970 fu anche responsabile della tutela del paesaggio. Durante tutto questo periodo fu anche vicepresidente della provincia sotto Silvius Magnago, di cui venne denominato "il braccio destro". Negli anni sessanta Alfons Benedikter, assieme a Friedl Volgger, ripetutamente venne inviato a rappresentare le istanze sudtirolesi nell'ambito dell'ONU a New York, quando la vertenza sul Sudtirolo venne discussa nel foro mondiale. Nel conflitto sull'autonomia tra la minoranza sudtirolese e lo stato italiano Benedikter nel 1969 si schierò contro il cosiddetto "pacchetto", che di seguito fu la base del nuovo statuto di autonomia approvato nel 1972.
Nonostante ciò come membro delle Commissioni dei 6 e dei 12 dal 1972 al 1989 Benedikter diede un contributo essenziale all'applicazione dello Statuto di autonomia attraverso le norme di attuazione, partecipando a circa 60 sessioni del Consiglio dei ministri a Roma. In questo periodo Benedikter fu anche capogruppo della SVP nel Consiglio regionale del Trentino-Alto Adige. Alla fine degli anni ottanta Benedikter si oppose alla conclusione delle trattative sull'autonomia che prevedeva la "dichiarazione liberatoria" dell'Austria davanti all'ONU, poi avvenuta nel giugno 1992.
Lasciò successivamente la SVP e con Eva Klotz fondò l'Union für Südtirol, impegnata per l'autodeterminazione degli altoatesini, che rappresentò nel Consiglio provinciale dal 1988 fino al 1998. Alfons Benedikter, oltre il suo ruolo di architetto dell'autonomia altoatesina è apprezzato e ricordato anche per il suo instancabile impegno per la tutela dell'ambiente e del paesaggio dell'Alto Adige.